# تشالاب قتكة بارس (مقاطعة دالاهو)
تشالاب قتكة بارس (بالفارسية: چالاب قتکه بارس) هي قرية تقع في كرمانشاه في إيران. يقدر عدد سكانها بـ 14 نسمة بحسب إحصاء 2016.